# Мгеладзе, Гурам Давидович
Гура́м Дави́дович Мгела́дзе (4 апреля 1932 — 5 июня 2015) — советский партийный деятель, Герой Социалистического Труда, предприниматель.

## Биография
Родился в 1932 году в Тбилиси.
С 1973 по 1982 год — первый секретарь Абашского районного комитета Компартии Грузии. В 1975 году был удостоен звания Героя социалистического труда за реализацию «абашского эксперимента» — внедрения элементов рыночной экономики в сельском хозяйстве Абашского района. С 1982 по 1991 год — первый заместитель председателя Совета Министров Грузинской ССР, государственный министр ГССР, председатель Агропрома ГССР, член ЦК КП Грузии, член бюро ЦК КП Грузии. С 1989 по 1991 год — народный депутат Верховного Совета СССР. Был вхож к генеральному секретарю ЦК КПСС М. С. Горбачёву.
До 1995 года считался одним из соратников Эдуарда Шеварднадзе (первого секретаря ЦК КПГ, министра иностранных дел СССР, а позднее президента Грузии). В 1989 году подписал приказ о создании Корпуса спасателей «Мхедриони» (военизированной структуры, сыгравшей большую роль в свержении президента Звиада Гамсахурдия, запрещённой и расформированной в 1995 году). Являлся давним другом главы «Мхедриони», члена Государственного совета и парламента Грузии, «вора в законе» Джабы Иоселиани. С 1992 по 1995 год — советник Посольства Грузии в России. Позднее занимался предпринимательской деятельностью в странах СНГ, ЕС и Восточной Европы.
Автор книг:
- Мгеладзе Г., Шония Н., Кешелашвили О., Андгуладзе Р. Абашский опыт управления: результаты, перспективы. — Тбилиси: Сабчота Сакартвело, 1982. — 114 с.
- Мгеладзе Г. Эксперимент, ставший опытом: (Записи секретаря райкома) = ცდა, რომელიც გამოცდილებად იქცა : (რაიკომის მდივნის ჩანაწერები) (груз.). — Тбилиси: Сабчота Сакартвело, 1982. — 189 с.
- Мгеладзе Г. Д. От эксперимента в районе — к повсеместному внедрению. — М.: Экономика, 1983.
- Мгеладзе Г. Д. Раздумья в пути. Записки секретаря райкома. — М.: Политическая литература, 1985. — 223 с.
- Мгеладзе Г. Д.,  Посунько Н. С. Совершенствование управления в АПК республики. — М.: Агропрмиздат, 1985. — 54 с..